# Mompha rufocristatella
Mompha rufocristatella é uma espécie de mariposa do gênero Mompha pertencente à família Coleophoridae.